# Леонов, Александр Васильевич
Александр Васильевич Леонов (23 января 1895, станица Черниговская, область Войска Донского — 26 ноября 1937 (Донской крематорий)) — советский военно-морской деятель, инженерный работник, начальник Управления вооружения Управления Морских Сил РККА, инженер-флагман 2-го ранга (2 декабря 1935).

## Биография
Русский, из семьи служащих, образование высшее, член РКП(б) с 1919. В 1916 окончил Морское инженерное училище. Участник Первой мировой войны.
В РККФ с 1918, участник Гражданской войны. В 1927 окончил Военно-морскую Академию. После окончания академии проходил стажировку в комиссии по приёмке вновь строящихся кораблей на Ленинградских государственных заводах, затем становится старшим приёмщиком этой комиссии. С октября 1929 по 1931 начальник 4-го отдела Технического управления Управления ВМС РККА, являлся председателем артиллерийской секции научно-технического комитета (НТК). В 1930 в составе делегации Управления морских сил (УМС) посетил Германию, в 1931 посетил Италию. В 1931—1932 помощник начальника 2-го (учебно-строевого) управления Управления ВМС РККА. Возглавил 7-й отдел Управления морских сил РККА. С 1932 начальник 5-го Управления (вооружений) Управления ВМС РККА, с февраля 1937 заместитель начальника Управления кораблестроения Управления морских сил РККА.

## Адрес
Москва, Садовая-Кудринская улица, дом 26/40, квартира 29.

## Репрессии
Арестован 10 июля 1937. Приговорён ВКВС СССР 26 ноября 1937 по обвинениям: измена Родине, вредительство, терроризм и контрреволюционная деятельность к расстрелу. По данным 7 фонда ЦА ФСБ РФ, расстрелян 26 ноября 1937 г.  Место захоронения — Новое Донское кладбище. Реабилитирован посмертно  7 июля 1956 ВКВС СССР.